# ابراردو پاوسی
ابراردو پاوسی (ایتالیایی: Eberardo Pavesi; ۲ نوامبر ۱۸۸۳ – ۱۱ نوامبر ۱۹۷۴) دوچرخه‌سوار اهل ایتالیا بود.